# ヒート・オブ・ザ・モーメント
ヒート・オブ・ザ・モーメント(Heat of the Moment)とは、イギリスのプログレッシブ・ロック・スーパーグループ、エイジアが1982年の同名のデビュー・アルバムからリリースした最初のシングルである。シンガー兼ベースギタリストのジョン・ウェットンとキーボードのジェフ・ダウンズによって書かれた。ペーストのリー・ジマーマンによってエイジアの代表的な曲に選ばれた。

## 背景
シンガーのジョン・ウェットンは言った、
歌詞は、特定の女性（最終的に結婚するが、10年後に離婚する女性）に対する私の恐ろしい行動に対する卑劣な謝罪である。コーラスは6/8カントリーソングとして始まったが、ジェフと私が一緒に書き始めたとき、拍子を動かし、「ヒート・オブ・ザ・モーメント」が現れた。他の誰も特にこの曲を「手に入れた」ことはなく、アルバムのために録音された最後の曲だった。これは、次の2枚のアルバム（録音された最後の曲が最初のシングルになる予定だった。これは、ジェフと私が録音の終わりまでに非常に集中しているからだと思う）の「ドント・クライ」と「ゴー」の場合でした。

## B面
「タイム・アゲイン」は、英国でのリリースのB面である。この曲は、ジェフ・ダウンズ、スティーブ・ハウ、カール・パーマー、ジョン・ウェットンなど、すべてのバンドメンバーによって書かれており、アルバム「エイジア」にも収録されている。
「Ride Easy」は、イギリス国外でリリースされたシングルのB面である。この曲はウェットンとハウによって書かれた。スタジオ・アルバムで定期的にリリースされることはなかったが、日本でのみリリースされたEP「オーロラ」（1986年）に収録された。The Very Best of Asia: Heat of the Moment (1982-1990) (2000年)でCDでリリースされた。

## 開発
「ヒート・オブ・ザ・モーメント」はアルバムのために録音された最後の曲だった。ゲッフェンのジョン・カロドナーはバンドにシングルを求めた。ウェットンはコーラスのアイデアを持っていて、ダウンズは詩を作ったアイデアを持っていて、彼らは午後に曲を書いた。「You catch a pearl and ride the dragon's wings」というセリフは、ロジャー・ディーンのアルバムのアートワークに触発された。
ハウはギブソン・レス・ポール・ジュニアがリズム・ギター・パワー・コードを7回演奏し、それぞれ異なるアンプで演奏し、彼が望んでいた「グランジ」サウンドを得た。曲のミドルエイトの間に、彼はダウンズのシンセリックを琴で倍増させた。

## レセプション
ビルボードは、「このスーパースターカルテットは、ポップスとその先で急高まるハーモニーとタイトなアレンジを目指している」と述べた。

## トラックリスト
アメリカ版7cmシングル
| #  | タイトル                         | 作詞 | 作曲・編曲 | 時間 |
| -- | -------------------------------- | ---- | ---------- | ---- |
| 1. | 「ヒート・オブ・ザ・モーメント」 |      |            | 3:50 |
| 2. | 「Ride Easy」                    |      |            | 4:35 |

イギリス版7cmシングル
| #  | タイトル               | 作詞 | 作曲・編曲 | 時間 |
| -- | ---------------------- | ---- | ---------- | ---- |
| 1. | 「Heat of the Moment」 |      |            | 3:50 |
| 2. | 「Time Again」         |      |            | 4:45 |

## 職員
- ジョン・ウェットン – リードボーカル、ベース
- ジェフ・ダウンズ – キーボード、バックボーカル
- スティーヴ・ハウ – ギター, 琴,[5] バックボーカル
- カール・パーマー – ドラム、パーカッション
- マイク・ストーン – プロデューサー、エンジニア

## チャート
「ヒート・オブ・ザ・モーメント」は、カナダのシングルチャートとビルボードホット100チャートの両方で4位を獲得した。シングルは米国でトップの座に登った。ビルボード・メインストリーム・ロック・チャートで、1982年の春と夏に6週連続で1位を記録した。

### 週間チャート
| チャート (1982年-1983年)                                | 最高順位 |
| ------------------------------------------------------- | -------- |
| オーストラリア版シングル (Kent Music Report)            | 26       |
| ERROR: MUST PROVIDE DATE FOR CANADIAN TOP SINGLES CHART | 4        |
| フランス版シングル (SNEP)                               | 39       |
| ARTIST OR SONG MANDATORY FIELDS FOR IRISH CHARTS        | 30       |
| 日本版シングル (Oricon)                                 | 90       |
| オランダ (Dutch Top 40)                                 | 33       |
| ニュージーランド (Recorded Music NZ)                    | 46       |
| ポーランドシングルチャート                              | 6        |
| ラジオルクセンブルクシングル                            | 26       |
| 南アフリカシングルチャート                              | 4        |
| スイス (Schweizer Hitparade)                            | 2        |
| UK シングルス (OCC)                                     | 46       |
| US Billboard Hot 100                                    | 4        |
| US Mainstream Rock (Billboard)                          | 1        |
| 西ドイツ (GfK Entertainment charts)                     | 7        |

| Chart (1982)                                            | Peak position |
| ------------------------------------------------------- | ------------- |
| ERROR: MUST PROVIDE DATE FOR CANADIAN TOP SINGLES CHART | 47            |
| US Billboard Hot 100                                    | 40            |
| U.S. Cashbox Top 100                                    | 43            |
| West Germany (Official German Charts                    | 55            |

## ポップカルチャー内では
- テレビ番組「スーパーナチュラル」のエピソード「ミステリースポット」に登場。[26]
- 2001年のサウスパークのエピソード「ケニー・ダイズ」では、エリック・カートマンが幹細胞研究を代表して下院で演説中にこの歌を歌う。[27]
- 2005年の映画「40歳の処女」で。
- 2005年の映画「マタドール」で。
- 2007年のビデオゲーム「Guitar Hero: Rocks the 80s」では、WaveGroupが作ったカバーバージョンである。
- この曲は、ジョージナ・キャンベル、ビル・スカルスガード、ジャスティン・ロングが主演する2022年のホラースリラー映画「バーバリアン」で聴くことができる。